# Chinees schaken
Chinees schaken, Chinees schaak of xiangqi is een bordspel voor twee spelers uit dezelfde familie als het westerse schaakspel en het Japanse shogi. Het wordt gespeeld op een bord dat bestaat uit 9 verticale en 10 horizontale lijnen. De speelstukken worden geplaatst op de snijpunten van de lijnen, niet in de vakken. Chinees schaken is een geliefd spel bij Chinezen, Vietnamezen, Japanners, Koreanen en andere Oost-Aziatische nationaliteiten.

## Doel
Het doel van het spel is de vijandelijke generaal te veroveren. Dit gebeurt evenals in het westerse schaken door hem mat of pat te zetten, dat wil zeggen op een zodanige manier te bedreigen dat er geen verdediging meer mogelijk is. In tegenstelling tot bij het westerse schaken is pat geen remise, maar een overwinning voor de partij die de ander pat zet. Het is verplicht om te melden dat de ander schaak staat. In het Chinees zeg je “jiāng” (將 of 将) als de tegenspeler schaak staat en “jiāngjūn” (將軍 of 将军) als de tegenspeler schaakmat staat.

## Beschrijving

Chinees Schaakbord

### Het bord
De verticale lijnen, meestal met uitzondering van de buitenste twee, zijn in het midden onderbroken en symboliseren daarmee de rivier die het bord in tweeën deelt. Voor het uitvoeren van de zetten heeft dit echter geen gevolg, het lijkt daarbij alsof de lijnen doorlopen (behalve voor de olifanten en de soldaten). Verder staan er aan beide zijden midden achterin een tweetal korte diagonale lijnen. De acht punten die het omvattende vierkant vormen plus het centrum daarvan, worden samen het fort of kasteel genoemd.

### De stukken
Elke speler heeft de beschikking over de volgende stukken:
| Aantal | Nederlandse naam       | Chinese naam                       | Opmerking                                                         | Symbool       |
| ------ | ---------------------- | ---------------------------------- | ----------------------------------------------------------------- | ------------- |
| 1      | Generaal               | rood: shuài (帥) zwart: jiàng (將) | Vergelijkbaar met de koning in het westerse schaakspel.           | The generals  |
| 2      | Mandarijn of Raadsheer | rood: shì (仕) zwart: shì (士)     | Geen vergelijkbaar stuk.                                          | The advisors  |
| 2      | Olifant                | rood: xiàng (相) zwart: xiàng (象) | Vaag vergelijkbaar met de loper.                                  | The elephants |
| 2      | Paard                  | rood: mà (傌) zwart: mǎ (馬)       | Vergelijkbaar met het paard.                                      | The horses    |
| 2      | Strijdwagen            | rood: jū (俥) zwart: jū (車)       | Vergelijkbaar met de toren.                                       | The chariots  |
| 2      | Katapult               | rood: pào (炮) zwart: pào (砲)     | Geen vergelijkbaar stuk. 炮 betekent kanon, 砲 betekent katapult. | The cannons   |
| 5      | Soldaat                | rood: bīng (兵) zwart: zú (卒)     | Min of meer vergelijkbaar met de pion.                            | The soldiers  |

In westerse landen worden de stukken van beide kleuren met dezelfde naam aangeduid (afhankelijk van het land een van beide betekenissen).

## Spelregels

### Eigenschappen van de stukken
De eigenschappen van elk van de stukken zijn als volgt:

#### Generaal
- Beginopstelling: achterste lijn, midden van het bord.
- Zetten: 1 veld horizontaal of verticaal, zowel voorwaarts als achterwaarts.
- Slaan: als zetten.
- Mag niet uit het fort komen, heeft dus slechts 9 mogelijke plaatsen om te staan.

#### Mandarijn of raadsheer
- Beginopstelling: aan weerszijden van de generaal.
- Zetten: 1 veld diagonaal, zowel voorwaarts als achterwaarts.
- Slaan: als zetten.
- Mag niet uit het fort komen, heeft dus slechts 5 mogelijke plaatsen om te staan. De raadsheer is hierdoor een puur defensief stuk.

#### Olifant
- Beginopstelling: aan weerszijden van de raadsheren.
- Zetten: 2 velden diagonaal (niet meer en niet minder), zowel voorwaarts als achterwaarts.
- Slaan: als zetten.
- Kan niet over een stuk heen springen.
- Mag niet over de rivier gaan en heeft dus maar zeven plekken om op te staan. Hierdoor is ook de olifant alleen defensief bruikbaar.

#### Paard
- Beginopstelling: aan weerszijden van de olifanten.
- Zetten: 1 veld horizontaal of verticaal, zowel voorwaarts als achterwaarts, gevolgd door 1 veld diagonaal.
- Slaan: als zetten.
- Kan niet over een stuk heen springen, dit in tegenstelling tot het paard bij het westerse schaak! Het paard springt dus feitelijk niet, maar schuift, net als de andere stukken. Een gevolg hiervan is, dat een potentiële paardzet geblokkeerd kan worden door er een stuk op haar loopbaan te zetten.

#### Strijdwagen
- Beginopstelling: aan weerszijden van de paarden.
- Zetten: zoveel velden als gewenst, horizontaal of verticaal, zowel voorwaarts als achterwaarts.
- Slaan: als zetten.
- Kan niet over een stuk heen springen.

#### Katapult
- Beginopstelling: op de derde lijn van achteren, de tweede lijn van buiten aan weerszijden van het bord.
- Zetten: als de Strijdwagen.
- Slaan: als zetten, echter met dien verstande dat er precies 1 stuk tussen de katapult en het te veroveren stuk moet staan. De katapult slaat dus het tweede stuk in de rij. Het eerste stuk mag zowel een vijandelijk als een eigen stuk zijn. Het eerste stuk (waar overheen geslagen wordt) hoeft niet direct naast de katapult of direct naast het te veroveren stuk te staan. Er mogen dus lege plekken in de 'schietbaan' zitten.
- Kan niet over een stuk heen springen (althans niet bij het zetten, wel bij het slaan, zie hierboven).

#### Soldaat
- Beginopstelling: op de vierde lijn van achteren, 1e, 3e, 5e, 7e en 9e lijn vanaf de zijkant.
- Zetten: 1 veld voorwaarts.
- Slaan: als zetten.
- Als een soldaat over de rivier is, mag hij ook 1 veld zijwaarts zetten of slaan.
- Een soldaat mag nooit achterwaarts zetten of slaan.
- Een soldaat kan niet promoveren. Als hij aan de overzijde van het bord is, kan hij alleen nog maar zijwaarts zetten of slaan.

### Slaan
Het slaan van een stuk gebeurt door de plaats van het geslagen stuk in te nemen en dat stuk van het bord te verwijderen. Eenmaal geslagen stukken kunnen niet meer in het spel terugkomen.

### Speciale regels
De twee generaals mogen elkaar niet zien. Dat wil zeggen dat de twee generaals nooit op dezelfde verticale lijn mogen staan zonder dat er minstens één stuk tussen hen in staat. Hoewel de generaal zijn fort nooit mag verlaten, kan hij door deze regel - vooral in het eindspel wanneer er nog maar weinig stukken op het bord staan - toch actief meewerken aan het mat of pat zetten van de tegenstander.
Remise door zetherhaling of eeuwig schaak komt niet voor. De speler die begon met de zetherhaling wordt door de regels gedwongen na een bepaald aantal herhaalde zetten een andere zet te doen, anders verliest hij. Ook de westerse regel dat driemaal dezelfde stelling in dezelfde partij remise oplevert, geldt niet.

## Janggi
Het Koreaanse janggi is een afgeleide van xiangqi. Het spel gebruikt dezelfde speelstukken, maar het bord kent geen rivier waardoor de rollen van de olifanten en soldaten heel anders worden. Ook sommige andere speelstukken bewegen anders dan in xiangqi. Behalve deze verschillen, zijn er ook nog wat andere kleine verschillen in spelregels.